# Prairie City (Dakota del Sud)
Prairie City è un census-designated place (CDP) degli Stati Uniti d'America della contea di Perkins nello Stato del Dakota del Sud. La popolazione era di 23 abitanti al censimento del 2010.

## Geografia fisica
Secondo lo United States Census Bureau, il CDP ha una superficie totale di 3,81 km², dei quali 3,67 km² di territorio e 0,14 km² di acque interne (3,6% del totale).

## Società

### Evoluzione demografica
Secondo il censimento del 2010, la popolazione era di 23 abitanti.

### Etnie e minoranze straniere
Secondo il censimento del 2010, la composizione etnica del CDP era formata dal 100% di bianchi, lo 0% di afroamericani, lo 0% di nativi americani, lo 0% di asiatici, lo 0% di oceanici, lo 0% di altre razze, e lo 0% di due o più etnie. Ispanici o latinos di qualunque razza erano lo 0% della popolazione.